# Via Narenta
La via Narenta, a volte chiamata anche Via Bosna o neretvanski put, era una via commerciale medievale attraverso le Alpi Dinariche che collegava Dubrovnik (Repubblica di Ragusa) attraverso la valle del fiume Narenta con la valle del fiume Bosna, e da lì a vari luoghi della Bosnia medievale e del resto dei Balcani.
Il percorso passava attraverso Drijeva (un'intersezione vicino l'odierna Gabela), seguendo il fiume fino a Prenj e Konjic, dove virava verso nord in direzione di Visoko.
Era una delle due strade principali dalla Bosnia a Dubrovnik; l'altra era la Via Drina (Drine) che arrivava alla Drina.